# Municipio de Buffington
El municipio de Buffington (en inglés: Buffington Township) es un municipio ubicado en el condado de Indiana en el estado estadounidense de Pensilvania. En el año 2000 tenía una población de 1275 habitantes y una densidad poblacional de 16,1 personas por km².

## Geografía
El municipio de Buffington se encuentra ubicado en las coordenadas 40°29′30″N 79°00′30″O / 40.49167, -79.00833.

## Demografía
Según la Oficina del Censo en 2000 los ingresos medios por hogar en la localidad eran de $34 118 y los ingresos medios por familia eran de $38 625. Los hombres tenían unos ingresos medios de $29 904 frente a los $20 083 para las mujeres. La renta per cápita de la localidad era de $15{esd}}327. Alrededor del 13,8 % de la población estaba por debajo del umbral de pobreza.